# Предсуществование Христа
Предсуществование Христа — христианский догмат, состоящий в том, что Иисус Христос существовал ещё до своей земной жизни. Он относится к числу основополагающих для всех главных направлений христианства наряду с учениями о Боговоплощении и Троице. Некоторые антитринитарные направления в христианстве этот догмат отрицают.

## Библейские источники
Многие исследователи полагают, что идея о предсуществовании Христа появилась очень рано в христианском мышлении и пронизывает весь Новый Завет. Она является одной из основных тем в Евангелии от Иоанна, однако встречается не только там: представление о том, что Иисус Христос ещё до своего земного воплощения «существовал» и был, таким образом, участником Сотворения мира. Эту идею можно обнаружить в Ин. 1:1—5, из 1Кор. 8:6, Евр. 1:2, Кол. 1:15—20.
В Мих. 5:1—4 предрекается пришествие Спасителя и Мессии, или владыки в Израиле.
В Ин. 1:18 подчеркивается, что Бога не видел никто никогда, и что только сын Его, то есть Иисус Христос, может свидетельствовать о Нём. В первом послании к Тимофею 1Тим. 6:16 апостол Павел говорится, что Бог в «неприступном свете» живёт и ни один человек не видел его. В послании апостола Павла Фил. 2:5—11 заявляется, что Иисус Христос до своего воплощения пребывал в образе Бога, то есть духом, так же как его Отец (Ин. 4:24) и полностью с Богом совпадал. В Ин. 17:5 сам Иисус Христос говорит о славе, которую он имел, прежде бытия мира и в Ин. 8:58 он говорит: «прежде нежели был Авраам, Я есмь». Традиционным толкованием фразы Ин. 1:1, 2 является отождествление «Слова», то есть Логоса, с Иисусом Христом, которое «в начале было у Бога».

## В раннем христианстве
Раннехристианская секта эбионитов, отрицавших непорочное зачатие и божественность Христа, отрицали также и его предсуществование.
Один из влиятельнейших раннехристианских Отцов Церкви Ориген развивал учение о предсуществовании всех человеческих душ, выводя из него учение о предсуществовании Христа. Душа Иисуса, как и все прочие души была создана Богом в начале творения. До своего воплощения она была объединена с божественным Логосом, то есть «словом Божьим», как сказано в Евангелии от Иоанна. Из этого Ориген выводил человеческие и божественные качества Иисуса.
В начавшемся в 318 году арианском споре пресвитер Арий развивал учение о «подобосущии» и подчинённости Сына Отцу. Арий учил, что Сын является творением Отца и, следовательно, было время, когда Он не существовал. Это учение было анафематствовано Первым Никейским собором в 325 году, утвердившем догмат о единосущности, то есть равноправном отношении между Богом и Его Сыном. На этом соборе был сформулирован Никейский Символ веры, в котором говорится, что Христос рождён, не сотворён и единосущен Отцу и что Он «сошёл и стал плотью».

## В Новое время
Отказ от каких-либо личного предсуществования Христа является существенным элементом унитарианской и социнианской христологии. В частности, это подчёркивается в Раковском катехизисе Польских братьев. Польские и голландские социниане оказали в этом отношение на ранних английских унитариан и рационалистов. Важным отличием между античными арианами и антитринитариями Нового времени является согласие последних с догматом о непорочном зачатии Христа. В XVIII веке произошло сближение позиции унитариан с рационалистами. Сегодня наиболее заметными представителями этого направления в христологии являются Христадельфиане.
Некоторые современные богословы, например Адольф фон Гарнак, относятся скептически к предсуществованию Христа. Пауль Альтхаус таким образом разъяснил значение этой проблематики для догматического богословия: «Поскольку идея предсуществования является общей в до- и нехристианских религиях мира, следует задаться вопросом, в какой степени содержание веры в Иисуса соотносится с верой в Его предсуществование, и является ли эта верой уместной в настоящее время или же является для нас устаревшей мифологией».